# کودک دل‌شکسته (فیلم ۲۰۰۷)
کودک دل‌شکسته (به انگلیسی: The Heartbreak Kid) فیلمی محصول سال ۲۰۰۷ و به کارگردانی برادران فارلی است. در این فیلم بازیگرانی همچون بن استیلر، میشل موناهن، مالین اکرمان، جری استیلر، راب کوردری، کارلوس منچیا، اسکات ویلسون، دنی مک‌براید، آلی هیلیس، امی اسلوآن، استفانی کورتنی، پالی هالیدی و اوا لونگوریا ایفای نقش کرده‌اند.